# 令和七年に開催される国際博覧会の準備及び運営のために必要な特別措置に関する法律
令和七年に開催される国際博覧会の準備及び運営のために必要な特別措置に関する法律（れいわななねんにかいさいされるこくさいはくらんかいのじゅんびおよびうんえいのためにひつようなとくべつそちにかんするほうりつ、平成31年4月26日法律第18号）は、2025年日本国際博覧会に向けた、推進本部の設置等・基本方針の策定・国有財産の無償使用・組織委員会への国の職員の派遣などに関する日本の法律である。制定時点の題名は、平成三十七年に開催される国際博覧会の準備及び運営のために必要な特別措置に関する法律であった。

## 主務官庁
- 経済産業省商務情報政策局商務・サービスグループ博覧会推進室[1]

内閣官房国際博覧会推進本部事務局と連携して執行にあたる。

## 概要
2018年（平成30年）11月23日の第164回BIE総会で、2025年の国際博覧会の開催地が大阪に決定。これを受け同年12月21日には国務大臣に「国際博覧会担当」が追加され、経済産業大臣が担当することとなった。しかし、専任の担当大臣の設置や財源確保などの特別措置をとるため、本法が制定された。

## 法律の内容
- (1) 博覧会協会の指定等

経済産業大臣は、博覧会の準備及び運営に係る業務を適正かつ確実に行うことができると認められるものを、「博覧会協会」として指定し、博覧会業務に関し必要な報告をさせるとともに、監督上必要な命令をすることができるものとする。
- (2) 博覧会の円滑な準備及び運営のための支援措置等

1. 国は、博覧会協会に対し、博覧会の準備又は運営に要する経費について、一部を補助することができるものとする。
2. 寄附金付郵便葉書等を博覧会の準備及び運営に必要な資金に充てることを寄附目的として発行することができるものとする。
3. 博覧会協会への国の職員の派遣に関し必要な規定を整備する。

- (3) 国際博覧会推進本部の設置

内閣に「国際博覧会推進本部」を設置し、本部が設置されている間、専任の担当大臣を置くことができるようにする（国務大臣の定数を一人増加させる。）。

## 経緯
2019年（平成31年）2月8日、開会中の第198通常国会に政府提出され、同年3月26日に衆議院で、同年4月19日に参議院でそれぞれ可決され、成立した。
2019年（平成31年）4月26日に公布され、「公布の日から一月を超えない範囲内において政令で定める日から施行する」(ただし、第2章及び第3章並びに附則第3項の規定は、「公布の日から起算して二年を超えない範囲内において政令で定める日から施行する」)（附則第1項）こととなった。
2019年（令和元年）5月23日から第2章及び第3章並びに附則第3項の規定を除く部分が施行された。
2020年（令和2年）9月16日から第2章及び第3章並びに附則第3項の規定が施行された。
2021年（令和3年）9月1日から現行題名に改名された。

## 構成
- 第1章　総則（第1条）
- 第2章　国際博覧会推進本部（第2条―第12条）
- 第3章　基本方針（第13条）
- 第4章　博覧会協会（第14条―第21条）
- 第5章　博覧会の円滑な準備及び運営のための支援措置等
  - 第1節　国の補助（第22条）
  - 第2節　寄附金付郵便葉書等の発行の特例（第23条）
  - 第3節　博覧会協会への国の職員の派遣等（第24条－第36条）
- 第6章　罰則（第37条）
- 附則